# Трос (Вармінсько-Мазурське воєводство)
Трос (пол. Tros, нім. Trossen) — село в Польщі, у гміні Рин Гіжицького повіту Вармінсько-Мазурського воєводства.
Населення — 233 особи (2011).
У 1975—1998 роках село належало до Сувальського воєводства.

## Демографія
Демографічна структура станом на 31 березня 2011 року:
|          | Загалом | Допрацездатний вік | Працездатний вік | Постпрацездатний вік |
| -------- | ------- | ------------------ | ---------------- | -------------------- |
| Чоловіки | 108     | 22                 | 76               | 10                   |
| Жінки    | 125     | 42                 | 60               | 23                   |
| Разом    | 233     | 64                 | 136              | 33                   |